# Pépé et sa guitare (album)
 (février 2018).
Si vous disposez d'ouvrages ou d'articles de référence ou si vous connaissez des sites web de qualité traitant du thème abordé ici, merci de compléter l'article en donnant les références utiles à sa vérifiabilité et en les liant à la section « Notes et références ».
Albums de Philippe Proulx
(Pépé et sa guitare)
Fakek' choz
(2005)
Pépé et sa guitare est le premier album de l'auteur-compositeur-interprète québécois Philippe Proulx, connu sous le nom de scène éponyme Pépé et sa guitare, sorti en juillet 2003.

## Liste des titres
Toutes les chansons sont écrites et composées par Philippe Proulx.
| 1.    | Y fait beau               | 2:50 |
| 2.    | Notre Paris               | 5:01 |
| 3.    | Ma douce                  | 2:11 |
| 4.    | Le ciel est bleu...       | 1:58 |
| 5.    | La grosse Carole          | 0:35 |
| 6.    | Ton bikini                | 1:16 |
| 7.    | Cette fille, sept garçons | 2:00 |
| 8.    | Remplir un puits          | 2:42 |
| 9.    | Je reste assis            | 0:38 |
| 10.   | Jolie, Julie              | 1:20 |
| 11.   | Boum boum                 | 1:31 |
| 12.   | La couille                | 2:20 |
| 13.   | Ostie qu't'é laid!        | 1:17 |
| 14.   | L'histoire d'hier soir    | 1:51 |
| 15.   | Pauvre type               | 2:49 |
| 16.   | I love US                 | 1:52 |
| 17.   | Lost in Paris             | 3:42 |
| 18.   | Slide                     | 4:07 |
| 19.   | Potatoe in my chest       | 3:12 |
| 20.   | At noon                   | 0:38 |
| 21.   | Thought this over         | 2:08 |
| 22.   | L'alcool                  | 2:18 |
| 23.   | Cinq cordes               | 4:59 |
| 24.   | Dolce                     | 3:03 |
| 25.   | Good night                | 1:11 |
| 26.   | Rêve-je ?                 | 2:53 |
| 59:57 |                           |      |